# Białogrądy
Białogrądy – wieś w Polsce położona w województwie podlaskim, w powiecie grajewskim, w gminie Grajewo.
W latach 1975–1998 miejscowość administracyjnie należała do województwa łomżyńskiego.
W lipcu i we wrześniu 1944 wojska niemieckie wysiedliły mieszkańców wsi (70 gospodarstw). Około 100 mężczyzn wywieziono na roboty przymusowe. Zabudowania rozebrano i przeznaczono na budowę umocnień. W czasie pacyfikacji Niemcy zamordowali 9 osób.
Wierni kościoła rzymskokatolickiego należą do parafii Wniebowstąpienia Pańskiego w Osowcu.